# Palatul Știrbei din București
Palatul Știrbei din București este o clădire istorică situată pe Calea Victoriei din București.

## Istoric
Palatul a fost construit în jurul anului 1835, după planurile arhitectului francez Michel Sanjouand, la comanda viitorului domn al Țării Românești, Barbu Știrbei (1789-1869), în acel moment mare logofat al dreptății. Palatul în stil neoclasic cu numeroase elemente grecești va fi folosit de Barbu Știrbei, în perioada 1849-1856, ca reședință domnească de protocol, aici desfășurându-se mai multe baluri și petreceri galante. 
După 1869, palatul trece în proprietatea fiilor domnitorului care construiesc pe terenul din spatele palatului, grajdurile si anexele. În 1881 palatul a fost restaurat de arhitectul Friedrich Hartman, la solicitarea prințului Alexandru Știrbei. Cu acest prilej a fost adăugat etajul, inclusiv fațada decorată cu cele patru cariatide, precum și turnul de nord-est.
În perioada comunistă, palatul Știrbei a fost confiscat și atribuit, în perioada 1954-1977, Muzeului de Artă Populară, apoi, Muzeului sticlei și ceramicii (anii '80 - 1994), ca secție a Muzeului Național de Artă. Palatul a fost retrocedat urmașilor lui Barbu Știrbei, care l-au vândut în 2005 unui om de afaceri român cu suma de aproximativ 11 milioane de euro.
La sfârșitul anului 2008 s-au efectuat demolări la atenansele clădirilor ce formau complexul arhitectural al Palatului Știrbei, deși potrivit arhitectului Adrian Bălțeanu ele fac parte din categoria Zone protejate cu valoare ridicată și grad de protecție maxim.
Din 2025, clădirea devine centru comercial cu numeroase branduri internaționale, precum Dior, Saint Laurent, Celine, Valentino Garavani, Hermès, Chanel, Guerlain, fiind primul „luxury department store” din România.

## Galerie

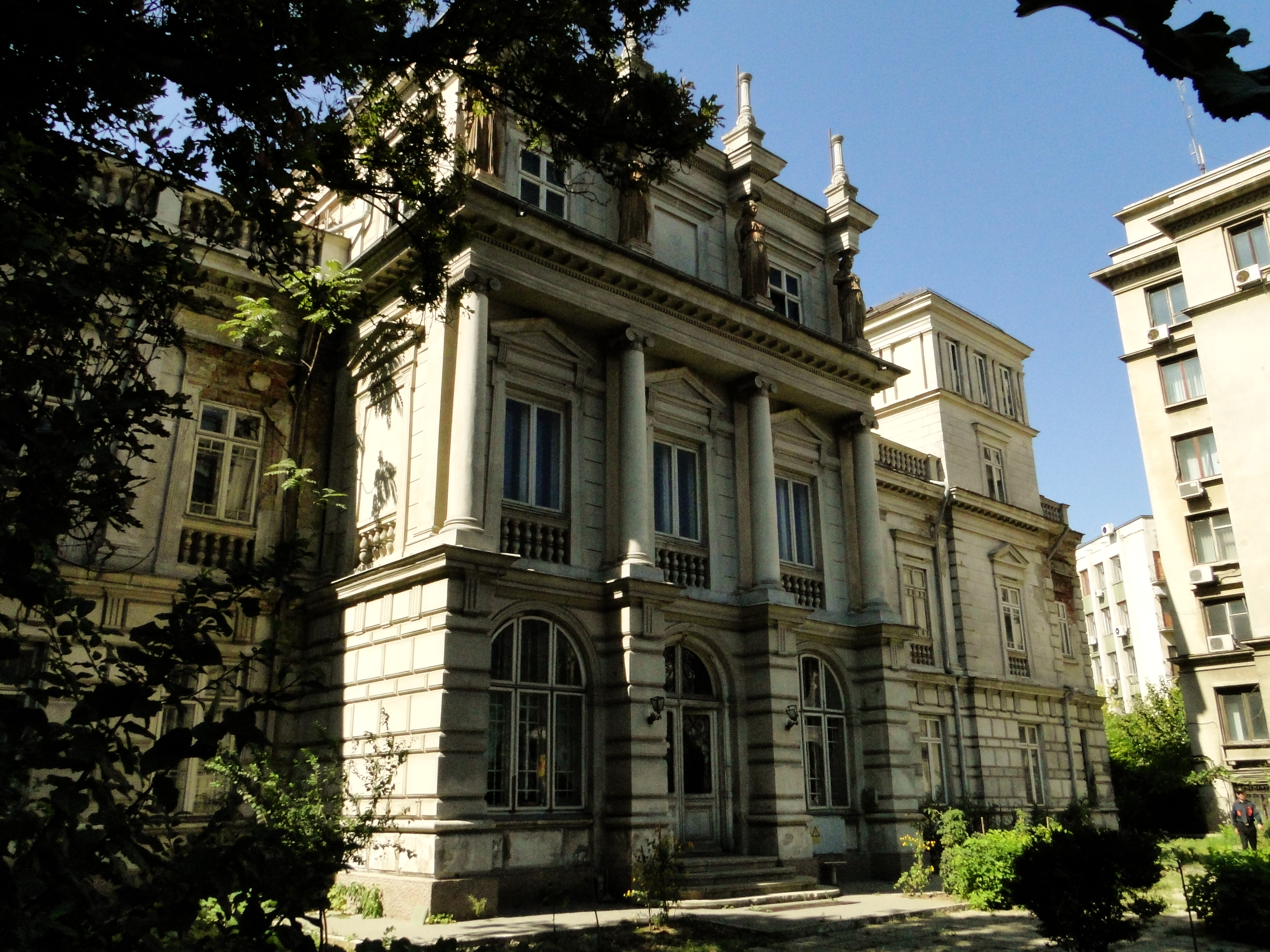
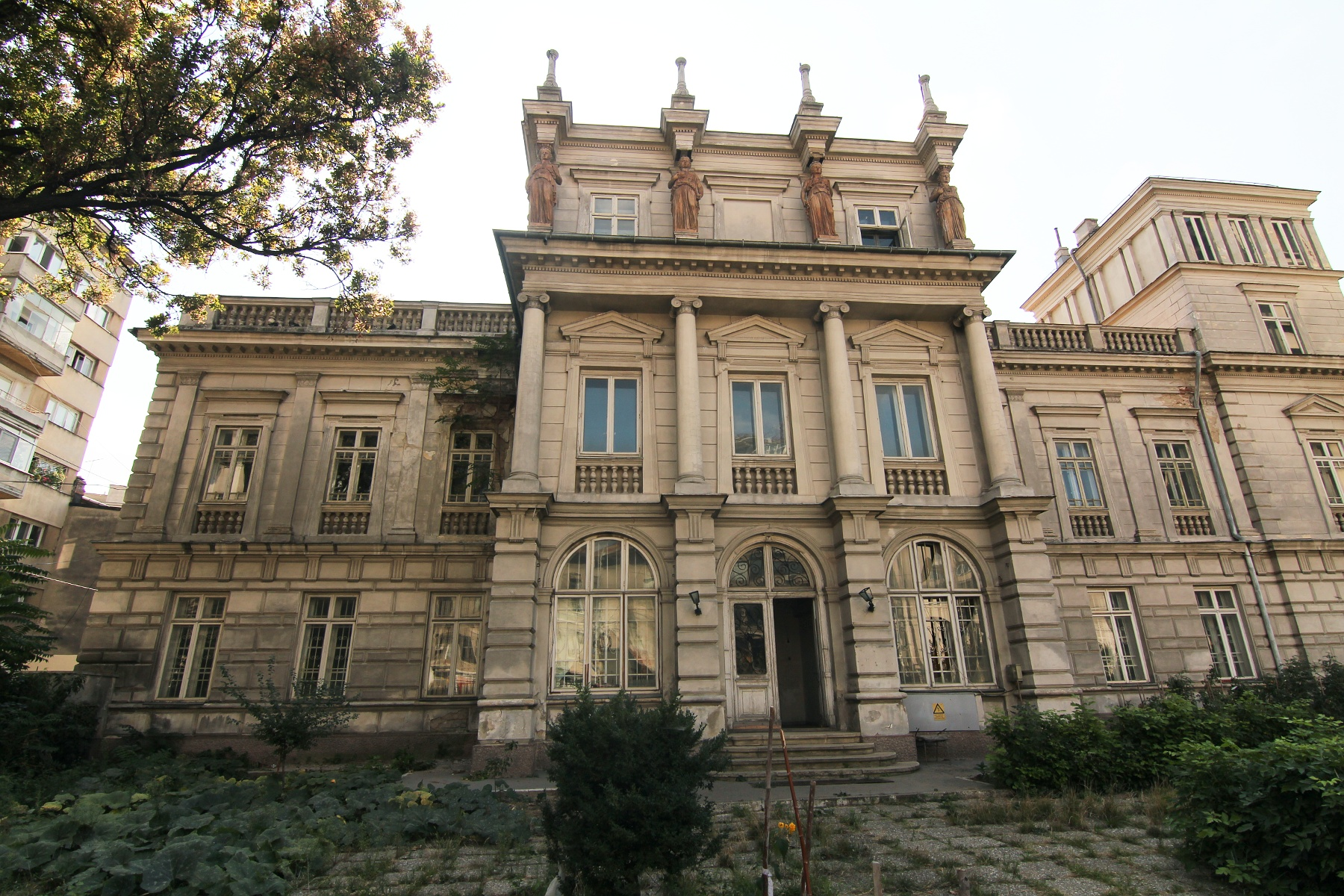
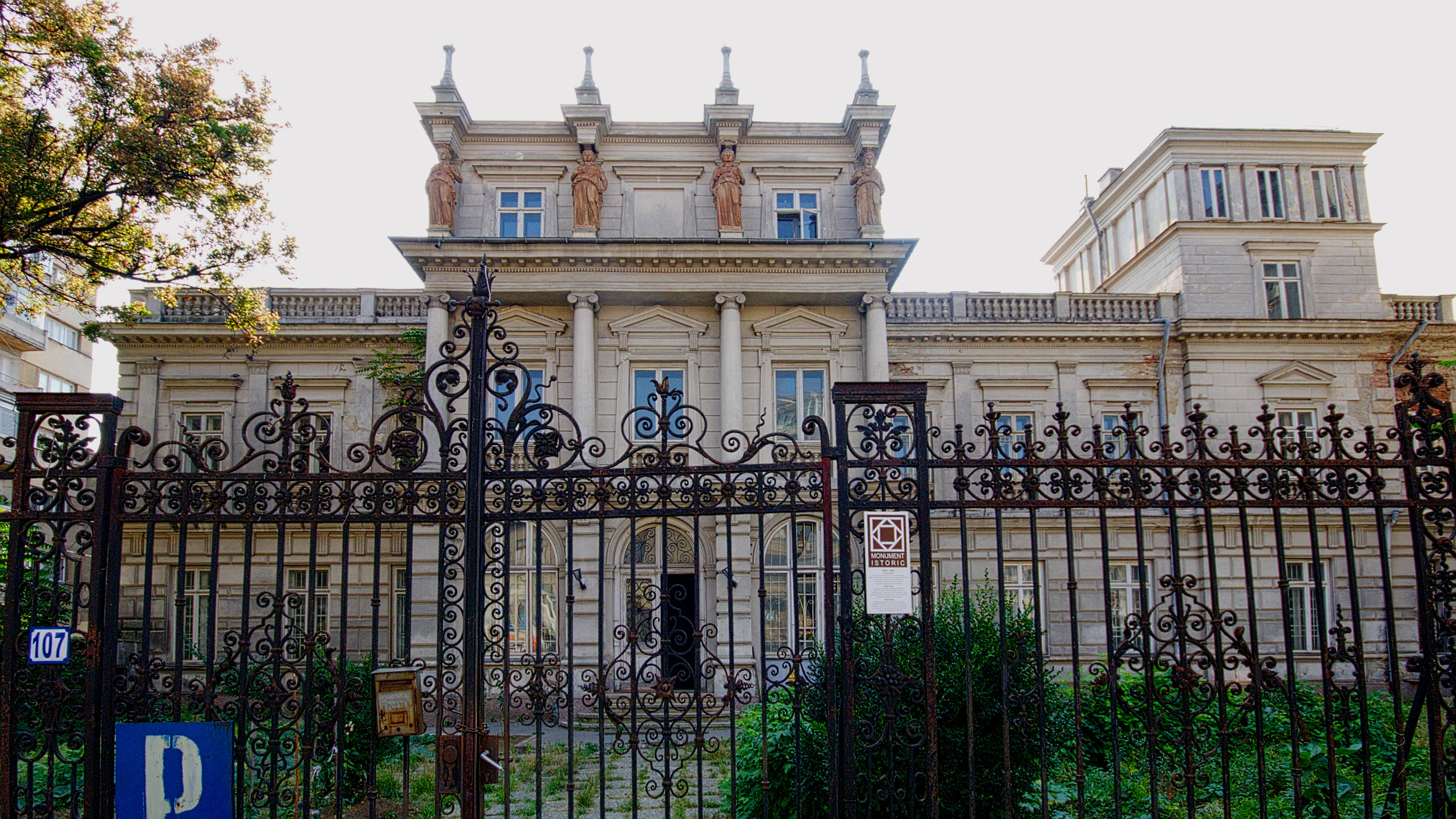
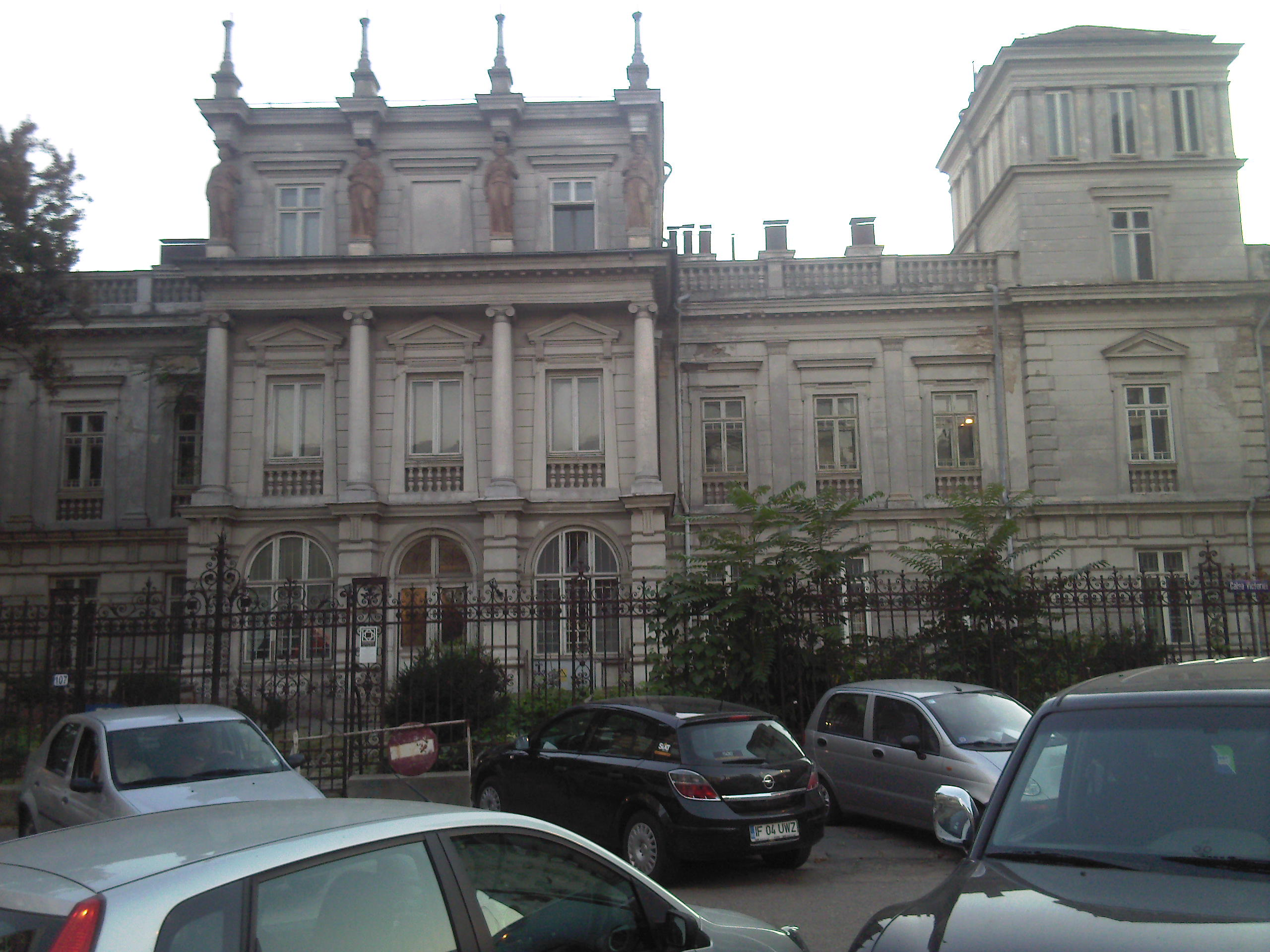
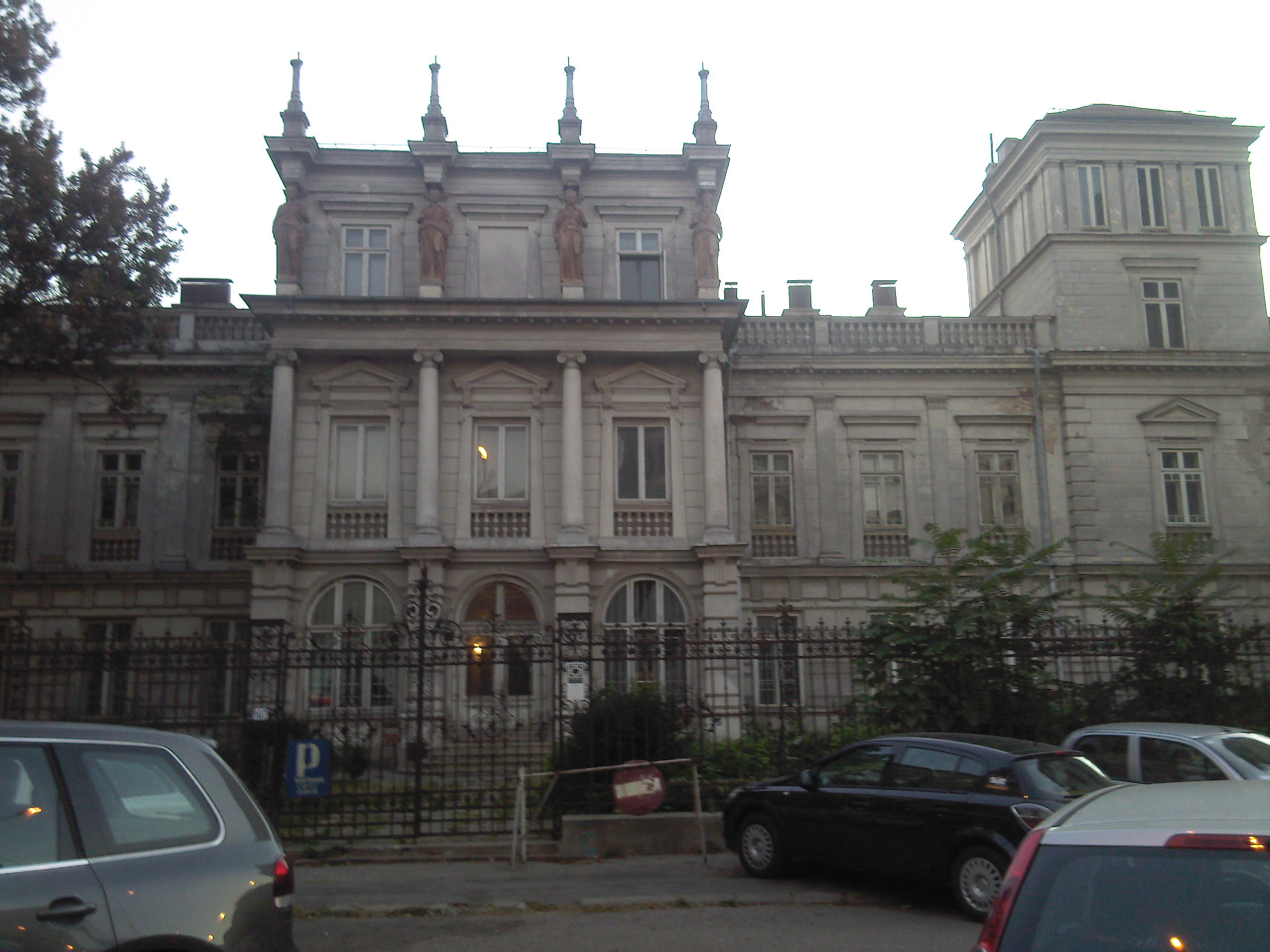
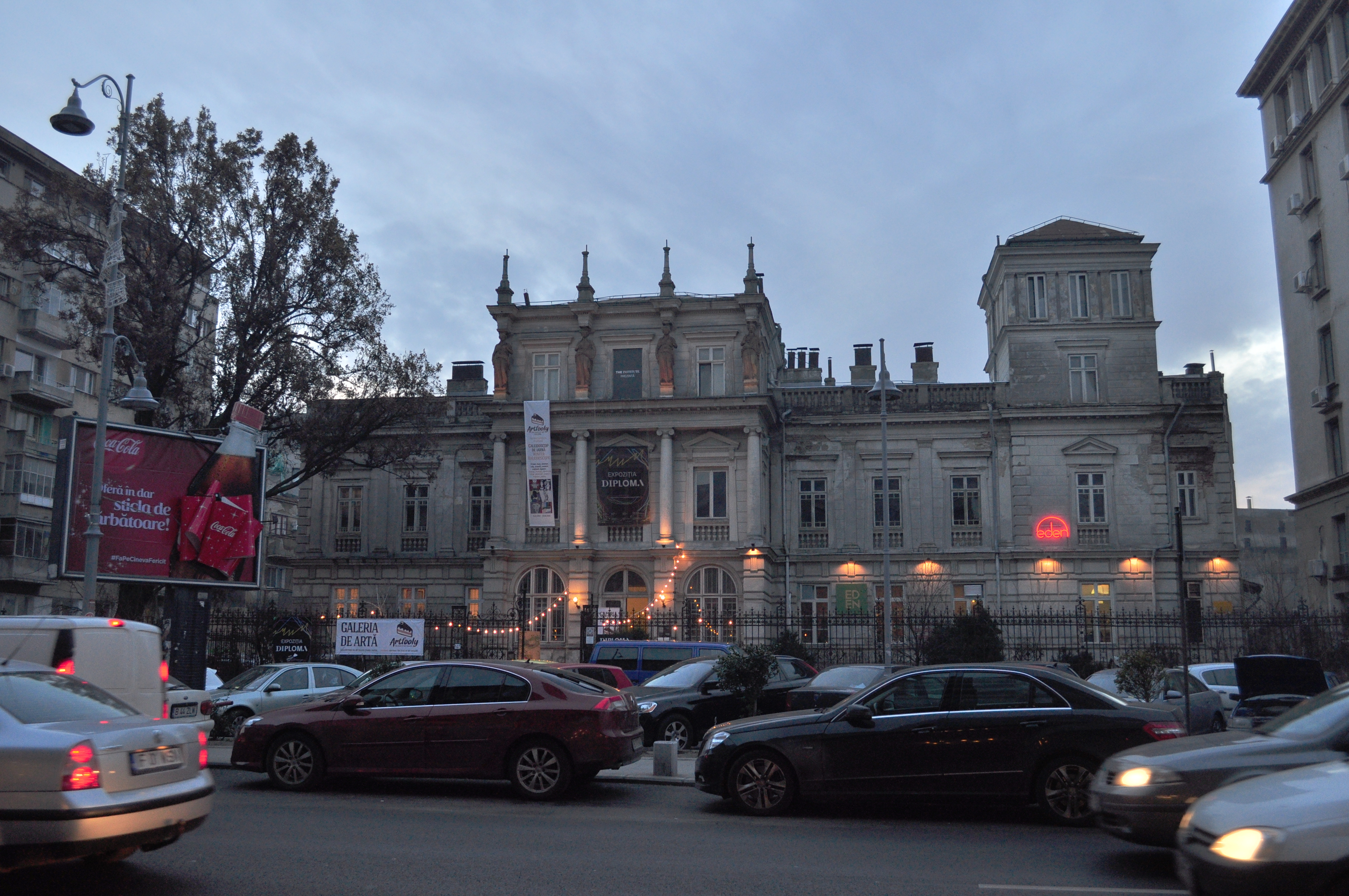